# Eliminatórias da Copa do Mundo FIFA de 2014 - Europa (Grupo B)
O Grupo B das eliminatórias da Europa para a Copa do Mundo FIFA de 2014 foi formado por Itália, Dinamarca, República Tcheca, Bulgária, Armênia e Malta.
O vencedor do grupo qualificou-se automaticamente para a Copa do Mundo de 2014. Além dos demais oito vencedores de grupos, os oito melhores segundos colocados avançaram para a segunda fase, disputada no sistema de play-offs.

## Classificação
| Pos | Equipe    | Pts | J  | V | E | D | GP | GC | SG  | Classificado                              |  | ITA | DEN | CZE | BUL | ARM | MLT |
| --- | --------- | --- | -- | - | - | - | -- | -- | --- | ----------------------------------------- |  | --- | --- | --- | --- | --- | --- |
| 1   | Itália    | 22  | 10 | 6 | 4 | 0 | 19 | 9  | +10 | qualificadas para a Copa do Mundo de 2014 |  | —   | 3–1 | 2–1 | 1–0 | 2–2 | 2–0 |
| 2   | Dinamarca | 16  | 10 | 4 | 4 | 2 | 17 | 12 | +5  | Eliminado                                 |  | 2–2 | —   | 0–0 | 1–1 | 0–4 | 6–0 |
| 3   | Tchéquia  | 15  | 10 | 4 | 3 | 3 | 13 | 9  | +4  | Eliminado                                 |  | 0–0 | 0–3 | —   | 0–0 | 1–2 | 3–1 |
| 4   | Bulgária  | 13  | 10 | 3 | 4 | 3 | 14 | 9  | +5  | Eliminado                                 |  | 2–2 | 1–1 | 0–1 | —   | 1–0 | 6–0 |
| 5   | Armênia   | 13  | 10 | 4 | 1 | 5 | 12 | 13 | −1  | Eliminado                                 |  | 1–3 | 0–1 | 0–3 | 2–1 | —   | 0–1 |
| 6   | Malta     | 3   | 10 | 1 | 0 | 9 | 5  | 28 | −23 | Eliminado                                 |  | 0–2 | 1–2 | 1–4 | 1–2 | 0–1 | —   |

## Resultados
| 7 de setembro de 2012 | Malta | 0 – 1     | Armênia      | Estádio Nacional, Ta' Qali              |
| 20:00 (UTC+2)         |       | Relatório | Sarkisov 70' | Público: 3 517 Árbitro: AUT Rene Eisner |

| 7 de setembro de 2012 | Bulgária                     | 2 – 2     | Itália           | Estádio Nacional Vasil Levski, Sófia         |
| 21:45 (UTC+3)         | Manolev 30' · G. Milanov 66' | Relatório | Osvaldo 36', 40' | Público: 12 993 Árbitro: ENG Martin Atkinson |

| 8 de setembro de 2012 | Dinamarca | 0 – 0     | Tchéquia | Estádio Parken, Copenhagen                  |
| 20:15 (UTC+2)         |           | Relatório |          | Público: 24 004 Árbitro: GER Wolfgang Stark |

| 11 de setembro de 2012 | Bulgária    | 1 – 0     | Armênia | Estádio Nacional Vasil Levski, Sófia       |
| 21:00 (UTC+3)          | Manolev 43' | Relatório |         | Público: 7 883 Árbitro: SUI Stephan Studer |

| 11 de setembro de 2012 | Itália                   | 2 – 0     | Malta | Estádio Alberto Braglia, Módena            |
| 20:45 (UTC+2)          | Destro 5' · Peluso 90+2' | Relatório |       | Público: 18 000 Árbitro: FIN Antti Munukka |

| 12 de outubro de 2012 | Tchéquia                                     | 3 – 1     | Malta      | Stadion města Plzně, Plzeň                 |
| 18:00 (UTC+2)         | Gebre Selassie 34' · Pekhart 52' · Rezek 67' | Relatório | Briffa 38' | Público: 10 358 Árbitro: AZE Anar Salmanov |

| 12 de outubro de 2012 | Armênia        | 1 – 3     | Itália                                       | Estádio Hrazdan, Yerevan                      |
| 21:00 (UTC+4)         | Mkhitaryan 28' | Relatório | Pirlo 11' (pen) · De Rossi 64' · Osvaldo 82' | Público: 25 000 Árbitro: CRO Marijo Strahonja |

| 12 de outubro de 2012 | Bulgária    | 1 – 1     | Dinamarca    | Estádio Nacional Vasil Levski, Sófia      |
| 21:00 (UTC+3)         | Rangelov 7' | Relatório | Bendtner 40' | Público: 20 780 Árbitro: FRA Tony Chapron |

| 16 de outubro de 2012 | Tchéquia | 0 – 0     | Bulgária | Generali Arena, Praga                             |
| 20:00 (UTC+2)         |          | Relatório |          | Público: 16 163 Árbitro: RUS Vladislav Bezborodov |

| 16 de outubro de 2012 | Itália                                       | 3 – 1     | Dinamarca   | Estádio Giuseppe Meazza, Milão             |
| 20:45 (UTC+2)         | Montolivo 34' · De Rossi 37' · Balotelli 54' | Relatório | Kvist 45+1' | Público: 37 027 Árbitro: SVN Damir Skomina |

| 22 de março de 2013 | Bulgária                                                   | 6 – 0     | Malta | Estádio Nacional Vasil Levski, Sófia         |
| 18:00 (UTC+2)       | Tonev 6', 38', 68' · Popov 47' · Gargorov 55' · Ivanov 78' | Relatório |       | Público: 0[a] Árbitro: ISR Eitan Shmuelevitz |

| 22 de março de 2013 | Tchéquia | 0 – 3     | Dinamarca                              | Andrův stadion, Olomouc                   |
| 20:30 (UTC+1)       |          | Relatório | Cornelius 57' · Kjær 67' · Zimling 83' | Público: 12 288 Árbitro: POR Manuel Sousa |

| 26 de março de 2013 | Armênia | 0 – 3     | Tchéquia                       | Estádio Republicano, Yerevan                |
| 20:00 (UTC+4)       |         | Relatório | Vydra 47', 81' · Jiráček 90+4' | Público: 14 403 Árbitro: ROU Cristian Balaj |

| 26 de março de 2013 | Dinamarca       | 1 – 1     | Bulgária    | Estádio Parken, Copenhagen                 |
| 20:15 (UTC+1)       | Agger 63' (pen) | Relatório | Manolev 51' | Público: 22 357 Árbitro: TUR Fırat Aydınus |

| 26 de março de 2013 | Malta | 0 – 2     | Itália                  | Estádio Nacional, Ta' Qali                    |
| 20:45 (UTC+1)       |       | Relatório | Balotelli 8' (pen), 45' | Público: 17 011 Árbitro: NED Serdar Gözübüyük |

| 7 de junho de 2013 | Armênia | 0 – 1     | Malta     | Estádio Republicano, Yerevan              |
| 20:00 (UTC+4)      |         | Relatório | Mifsud 8' | Público: 8 500 Árbitro: NIR Arnold Hunter |

| 7 de junho de 2013 | Tchéquia | 0 – 0     | Itália | Generali Arena, Praga                          |
| 20:45 (UTC+2)      |          | Relatório |        | Público: 18 235 Árbitro: NOR Svein Oddvar Moen |

| 11 de junho de 2013 | Dinamarca | 0 – 4     | Armênia                                          | Estádio Parken, Copenhagen                    |
| 20:15 (UTC+2)       |           | Relatório | Movsisyan 1', 59' · Özbiliz 19' · Mkhitaryan 82' | Público: 14 284 Árbitro: RUS Aleksei Nikolaev |

| 6 de setembro de 2013 | Tchéquia    | 1 – 2     | Armênia              | Eden Arena, Praga                           |
| 18:00 (UTC+2)         | Rosický 70' | Relatório | Mkrtchyan 30', 90+2' | Público: 17 628 Árbitro: FRA Antony Gautier |

| 6 de setembro de 2013 | Malta      | 1 – 2     | Dinamarca                      | Estádio Nacional, Ta' Qali                          |
| 20:00 (UTC+2)         | Failla 39' | Relatório | Andreasen 9' · Krohn-Dehli 52' | Público: 5 576 Árbitro: GRE Anastasios Sidiropoulos |

| 6 de setembro de 2013 | Itália        | 1 – 0     | Bulgária | Estádio Renzo Barbera, Palermo                       |
| 20:45 (UTC+2)         | Gilardino 38' | Relatório |          | Público: 28 662 Árbitro: ESP Carlos Velasco Carballo |

| 10 de setembro de 2013 | Armênia | 0 – 1     | Dinamarca       | Estádio Hrazdan, Yerevan                 |
| 20:00 (UTC+4)          |         | Relatório | Agger 73' (pen) | Público: 23 000 Árbitro: NED Bas Nijhuis |

| 10 de setembro de 2013 | Malta       | 1 – 2     | Bulgária                   | Estádio Nacional, Ta' Qali                  |
| 20:00 (UTC+2)          | Herrera 77' | Relatório | Dimitrov 9' · Gargorov 59' | Público: 4 884 Árbitro: ROU Alexandru Tudor |

| 10 de setembro de 2013 | Itália                              | 2 – 1     | Tchéquia  | Juventus Stadium, Turim                     |
| 20:45 (UTC+2)          | Chiellini 51' · Balotelli 54' (pen) | Relatório | Kozák 19' | Público: 35 299 Árbitro: SWE Jonas Eriksson |

| 11 de outubro de 2013 | Armênia                       | 2 – 1     | Bulgária  | Estádio Republicano, Yerevan             |
| 19:00 (UTC+4)         | Özbiliz 45+1' · Movsisyan 87' | Relatório | Popov 61' | Público: 11 000 Árbitro: GER Felix Brych |

| 11 de outubro de 2013 | Malta      | 1 – 4     | Tchéquia                                             | Estádio Nacional, Ta' Qali            |
| 19:30 (UTC+2)         | Mifsud 47' | Relatório | Hübschman 3' · Lafata 33' · Kadlec 51' · Pekhart 90' | Público: 4 530 Árbitro: SVN Mateg Jug |

| 11 de outubro de 2013 | Dinamarca           | 2 – 2     | Itália                       | Estádio Parken, Copenhagen                   |
| 20:15 (UTC+2)         | Bendtner 45+1', 79' | Relatório | Osvaldo 28' · Aquilani 90+1' | Público: 35 305 Árbitro: FRA Stéphane Lannoy |

| 15 de outubro de 2013 | Bulgária | 0 – 1     | Tchéquia   | Estádio Nacional Vasil Levski, Sófia       |
| 21:15 (UTC+3)         |          | Relatório | Dočkal 51' | Público: 25 464 Árbitro: HUN Viktor Kassai |

| 15 de outubro de 2013 | Dinamarca                                                       | 6 – 0     | Malta | Estádio Parken, Copenhagen                      |
| 20:15 (UTC+2)         | Rasmussen 8', 74' · Agger 11', 39' · Bjelland 28' · Nielsen 84' | Relatório |       | Público: 11 479 Árbitro: MKD Aleksandar Stavrev |

| 15 de outubro de 2013 | Itália                       | 2 – 2     | Armênia                       | Estádio San Paolo, Nápoles                  |
| 20:45 (UTC+2)         | Florenzi 24' · Balotelli 76' | Relatório | Movsisyan 5' · Mkhitaryan 70' | Público: 22 000 Árbitro: ENG Michael Oliver |